# Assisi
Assisi er en by i Italien, som ligger små 20 km øst for Perugia i regionen Umbria.
Byen er især kendt for den hellige Frans af Assisi, der levede i denne by og på bjerget i nærheden, og ligeledes for hans kvindelige modstykke, Clara af Assisi. Men det er også en gammel umbrisk og siden romersk by, som stadig rummer betydelige antikke minder, hvoraf mest synligt den romerske tempelfacade på kirken Santa Maria sopra Minerva.
Den danske forfatter Johannes Jørgensen, der skrev en biografi om Frans af Assisi, boede i byen i mange år og blev udnævnt til æresborger.
Den 26. september 1997 blev regionen ramt af et voldsomt jordskælv, der ødelagde dele af byen og dens helligdomme, bl.a. den berømte Basilica di San Francesco.
Basilikaen og andre bygninger og steder i området har været på UNESCOs verdensarvsliste siden 2000.
Nedenfor Assisi ligger på sletten bydelen Santa Maria degli Angeli med den store kirke Santa Maria degli Angeli. Ligeledes findes der uden for byens mure andre steder med tilknytning til Frans, fx San Damiano, Rivotorto og Eremo delle Carceri.

## Andre seværdigheder
- Domkirken San Rufino
- Den tidlige domkirke: Santa Maria Maggiore
- Basilica di Santa Chiara, Claras gravkirke
- Chiesa Nuova – kirken er ifølge traditionen bygget over Frans' barndomshjem
- Kirken Santo Stefano
- San Pietro, benediktinerkirke
- Rocca Maggiore – borgruin
- Udgravning af det romerske forum